# Hydrure de titane
L'hydrure de titane est un composé inorganique non-stœchiométrique (en), généralement noté TiH2. Sa forme commerciale est une poudre grise à noire. Il est utilisé en tant qu'additif dans les aimants Alnico, dans le frittage de métaux en poudre, dans la production de mousses métalliques, la production de poudre de titane ainsi qu'en pyrotechnie.

## Production
TiH2 n'est jamais produit. En principe seuls des composés non-stœchiométriques de formule générale TiH(2-x) le sont. Pour les produire, une éponge de titane est mise en présence d'hydrogène à pression atmosphérique entre 300 °C et 500 °C. L'éponge de titane passe du gris au noir en fonction de l'absorption d'hydrogène. La formule idéale de la réaction serait :
Ti  +  H2   →   TiH2
Il peut être produit au laboratoire en exposant de la poudre de titane à un courant d'hydrogène à 700 °C.

## Réactions
L'hydrure de titane ne réagit pas avec l'eau et l'air. Il est lentement attaqué par des acides forts. Il est attaqué par l'acide fluorhydrique et l'acide sulfurique chaud.

## Utilisations
TiH2 possède de nombreuses utilisations. Il est utilisé pour la production d'hydrogène de haute pureté : à partir de 300 °C, l'hydrure de titane relâche une partie de l'hydrogène dont il est composé et se dissocie entièrement au point de fusion.
Il est aussi utilisé en pyrotechnie, dans le domaine des équipements sportifs, comme composant de céramiques, en tant que réactif, en tant que précurseur de mousse de titane.
TiT2 (tritiure de titane) a été envisagé comme moyen de stockage du tritium (isotope radioactif de l'hydrogène).